# Melsbach
Melsbach település Németországban, Rajna-vidék-Pfalz tartományban. Lakosainak száma 1994 fő (2023. december 31.).

## Népesség
A település népességének változása:
| Lakosok száma | 1664 | 1994 | 2013 | 2021 | 2011 | 1994 |
|               | 1975 | 2017 | 2019 | 2021 | 2022 | 2023 |